# اندری کوماریتسکیی
اندری کوماریتسکیی (اوکراینی: Андрій Андрійович Комарицький؛ زادهٔ ۲ فوریهٔ ۱۹۸۲) بازیکن فوتبال اهل اوکراین است.
از باشگاه‌هایی که در آن بازی کرده‌است می‌توان به باشگاه فوتبال استال آلچفسک، باشگاه فوتبال آرسنال کی‌یف، و باشگاه فوتبال زوریا لوهانسک اشاره کرد.